# 保釣運動

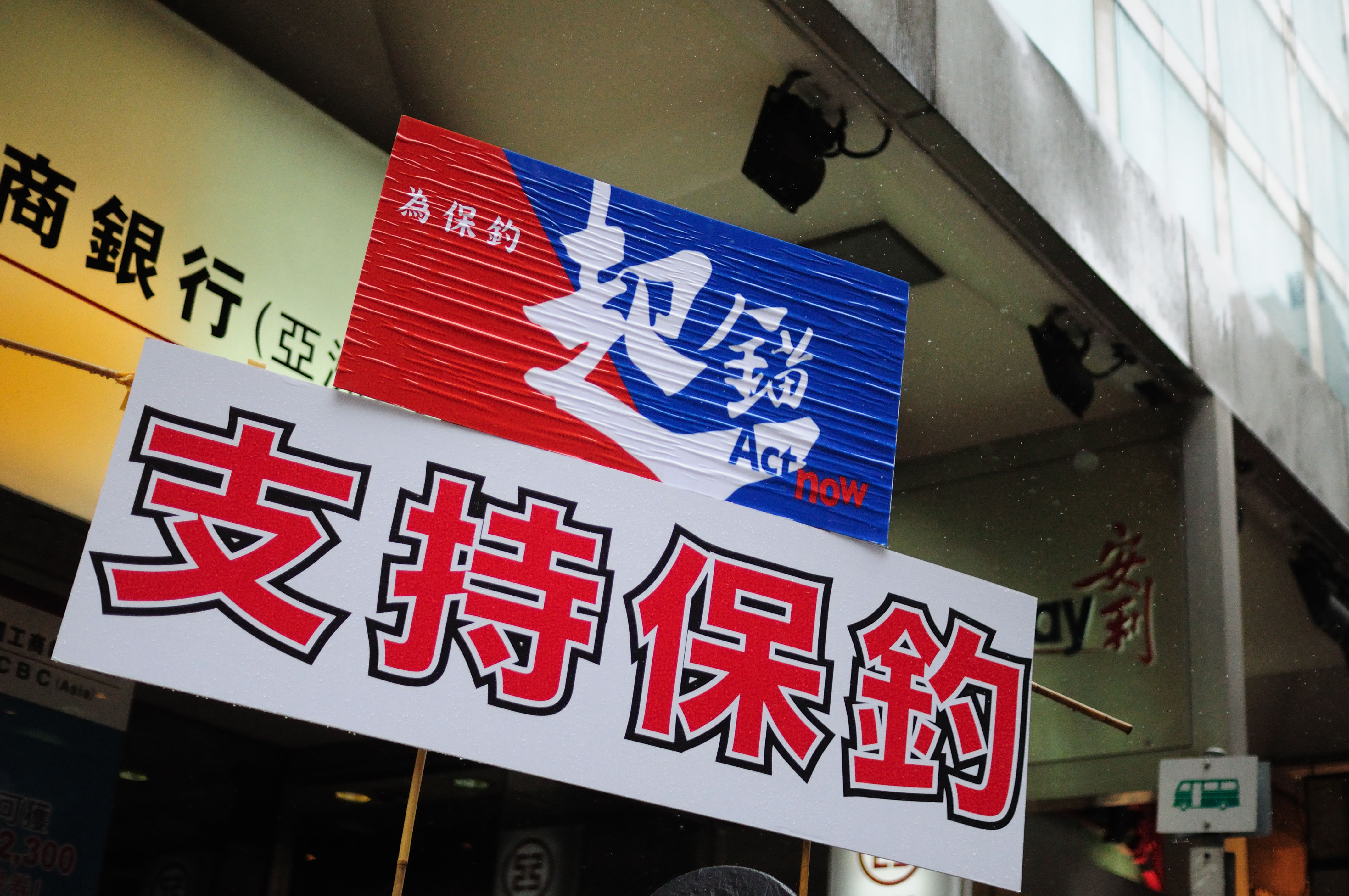
保釣運動のプラカード（香港）

保釣運動（ほちょううんどう）とは、日本が実効支配している尖閣諸島は中国固有の領土であるとして、中国人社会で行われている「領土返還」運動である。中華ナショナリズムであることから、日本では親中国とか反日運動と見なされる場合があるが、必ずしもそうとは言えない。なお「保釣」の「釣」とは尖閣諸島の中国側による尖閣諸島魚釣島の呼び名「釣魚島」から来ている。

## 概要

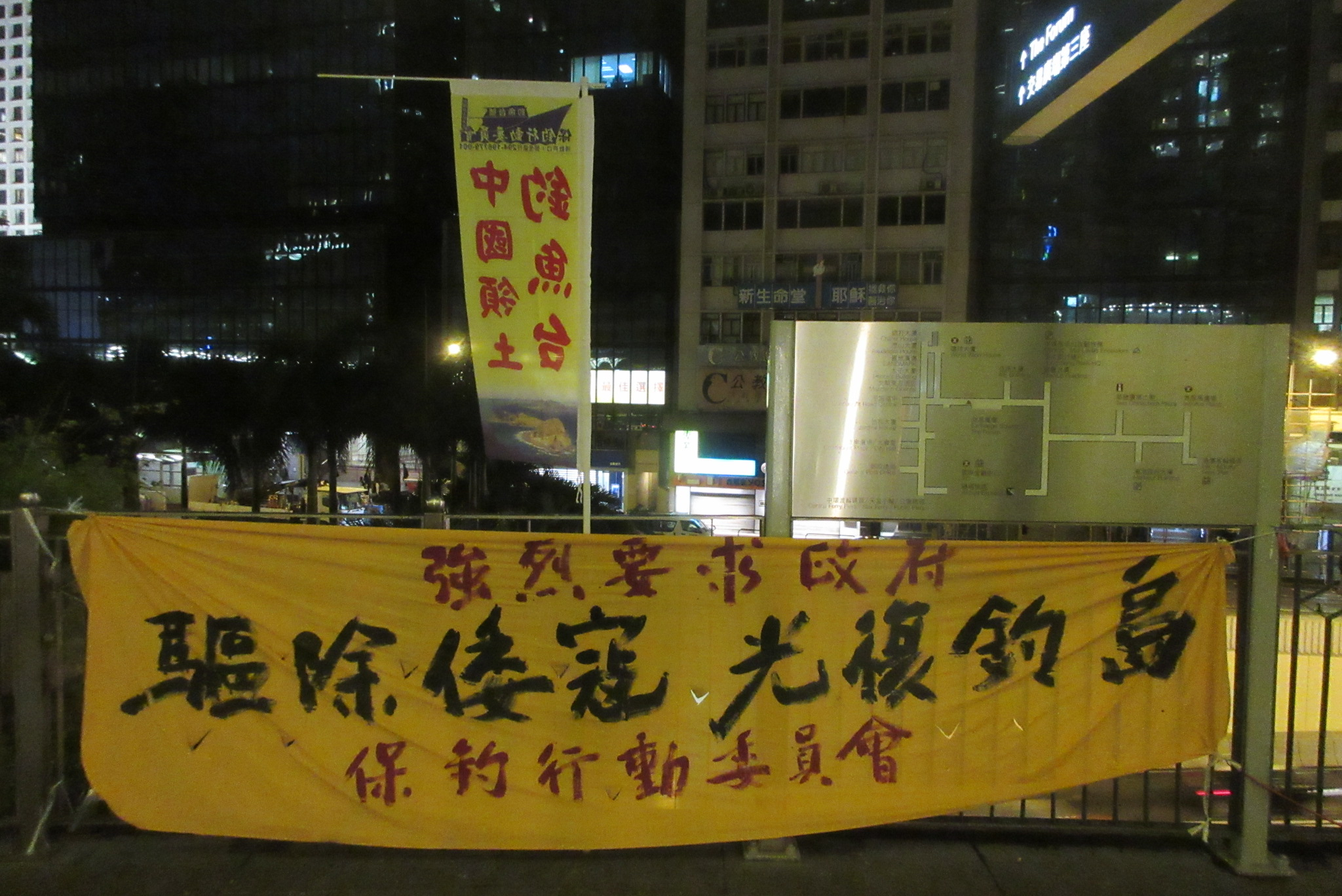
保釣運動の横断幕（香港）

1972年5月の沖縄返還に伴って尖閣諸島の施政権が日本に返還されることに対し、アメリカに留学中だった台湾人学生が1970年11月に「保釣行動委員会」を結成、
1971年1月から5月にかけてワシントンD.C.や台北市などの都市で抗議デモを展開したのが始まりとされる。同年6月に台湾（中華民国）、12月には中華人民共和国が尖閣諸島に対する領有権を公式に主張し始めた。この反日デモをきっかけに、中国大陸や台湾、香港だけでなく、海外の中国人社会でも日本から尖閣諸島を「奪還」すべきとする動きが生じた。
1971年、中国共産党政権が支配する中国大陸でも組織されたが、ニューヨーク在住の留学生が組織したのが「保釣運動」であった。「保釣運動」を組織したのは中国国民党を支持する右派学生の「反共愛国連盟」であったが、この運動に参加した人物に当時アメリカに留学していた馬英九がいる。
1996年7月、日本の右翼政治団体日本青年社が尖閣諸島北小島に「第二灯台」を建設したことをきっかけに、同年9月、香港の「保釣行動委員会」が発足。同年、世界中の中国人による組織「華人保釣大聯盟」が結成されて以降、尖閣諸島の領有権問題をアピールする行動が度々行われるようになった。また、7月7日の盧溝橋事件や12月13日の南京事件が当たる日等には「香港保釣行動委員会」等による団体によるデモが在香港日本国総領事館が入居する交易廣場付近で毎年行われている。
「華人保釣大聯盟」の発起人であった香港人の陳毓祥は、1996年9月に香港の貨物船「保釣号」に乗船し、尖閣諸島の魚釣島に泳いで到達し、中国の主権をアピールしようとしたが溺死した。なお1996年ごろの「保釣運動」の主力になっているのは香港や台湾の活動家であったが、これは1997年の香港中国返還以降盛り上がった民族主義的な動きの反映との見方もある。また最近は憤青やその代表格の童増のようにネットを活用している。
なお、日本国内では強硬な姿勢や過激な活動に嫌悪感を示す者もおり、中華人民共和国政府の別働隊なのではないかと疑う者もいるが、言論の自由が認められている台湾でも盛んである。その一方、中国大陸の大学生もその「愛国心」を示す行動として、この運動に参加するものも多い。
2003年12月26日、中国の厦門に全世界の「保釣運動」の活動家が集まり「中国民間保釣聯合会」を結成し、活動を活発化させ、2004年にはメンバーの中国人が尖閣諸島に上陸したり、2008年6月の聯合号事件では台湾のメンバーが日本に対し抗議デモを行い、2010年9月に発生した尖閣諸島中国漁船衝突事件では台湾の活動家が抗議船を出すなど、日本側から「反日」とみなされる活動を行っている。なお、これらの活動に対し中国政府および台湾政府は黙認するばかりか、領有権主張の国家の意思と一致することから事実上支持している。
2008年11月9日、台湾で「中華保釣協会」が設立され、中国などから資金援助を受け活動している。
2011年1月2日に、中国本土、台湾、香港、マカオ、アメリカ、カナダの民間団体が「世界華人保釣連盟」を設立した。本部は香港で、華人を結集、同諸島に抗議船を出すなどし日本に抗議するのが狙いと見られる。6月17日に大型客船による尖閣諸島への出航を計画していたが、東日本大震災の影響により中止した。2012年、東京都による尖閣諸島の購入計画が話題となる中、6月14日に在香港日本国総領事館付近でデモを行ったほか、同日には福建省より尖閣諸島へ抗議船が出航している。
2012年8月15日、「香港保釣行動委員会」のメンバーが尖閣諸島魚釣島への上陸を果たした（香港活動家尖閣諸島上陸事件）が、島で待ちかまえていた日本の海上保安庁によって即座に逮捕された。
2014年10月12日、「香港保釣行動委員会」のメンバーが、香港のセントラル占拠民主化運動に呼応するとして香港から尖閣諸島に向けて出航するも、即座に香港当局により航行を阻止された。
2017年7月より、「香港保釣行動委員会」のメンバーが香港内で在香港日本国総領事館や香港そごうの前などに慰安婦像を設置する動きが出ている。

## 傾向

### 香港
香港保釣行動委員会は香港において中国共産党の中国統治にも反対するいわゆる泛民主派団体であるため、中国本土に上陸拒否されるメンバーも多い。香港においては、保釣行動委員会の高齢化が進みメンバーが少なくなっている。
1970年代には、香港の保釣運動は最も盛り上がった時期であり、中華民国を支持する立場であれ中華人民共和国を支持する立場であれ『想像上の中国』と日本、米国など他国とは保釣運動では敵対的な立場と認識されていた。
1989年6月4日の天安門事件後は軍票問題、中国民主化運動とともに正義を主張し、被害者のための活動として保釣運動が語られた。
しかし、2012年に反国民教育運動、2014年に雨傘運動が香港で起きるなど香港人アイデンティティ、香港民族主義が高まり、香港本土派などが注目されるにつれ、中国と日本という対立から、中国と香港という対立に香港人の意識が変わりつつあり、大中華主義的な価値観を帯びた保釣活動は香港で若者からの興味を失ってきている。
2020年以後、梁国雄、何俊仁など、香港国家安全維持法が成立したのち保釣運動の支持者であっても逮捕や有罪判決を受けているのが現実である。

### 台湾
台湾においては中国国民党、民主進歩党ともどちらも領有権を主張している。台湾には保釣運動を行う団体は5団体あり、2008年設立の中華保釣協会、2013年成立の台湾釣魚台光復会、人人保釣連盟、保衛釣魚台大連盟、台湾保釣同心協会である。
このうち武闘派は唯一、中華保釣協会だけだとされている。しかしながら、統一派の方が大中華主義とあわせより強く領有権を主張している傾向がある。台湾では漁業権と合わせて尖閣諸島は見られており2013年には日台漁業取り決めにつながった。沖縄の漁業者からは不満が上がったものの、台湾が民主化していたからこそ交渉が可能な相手であったともいえる。